# Biblioteca di Stato e Beni Librari
Die Biblioteca di Stato e Beni Librari ist die historische Staats- und heutige Nationalbibliothek der Republik  San Marino.

## Geschichte
Der Ursprung der Errichtung einer öffentlichen Bibliothek in San Marino geht zurück auf das Jahr 1826, als der damalige Regent Giambattista Onofri die Einrichtung einer öffentlichen Bibliothek anordnete. 1839 wurde das Gebäude Palazzo di Famiglia Valloni in der Città di San Marino erworben. Das Gebäude aus dem Jahre 1735 wurde umgebaut und die erste Nationalbibliothek dort eingerichtet. Die Sammlung bestand zunächst aus der Übernahme der Literatursammlung aus dem Besitz der Familie von Antonio Onofri (1759–1825), einer alten eingesessenen Politiker- und Diplomatenfamilie, die immer einen erheblichen Einfluss auf das Schicksal der Republik ausgeübt hatte.
Bartolomeo Borghesi (1781–1860), ein Numismatiker, der 1821 seinen Wohnsitz nach San Marino verlegt hatte, setzte sich für den Ausbau der Bibliothek und die Einrichtung eines Museums ein. Die Bibliothek wurde ab dem 30. September 1894 für die Öffentlichkeit zugänglich. Die Einrichtung wurde ab diesem Datum durch einen hauptamtlichen Bibliothekar und einen Stellvertreter geleitet. Die Regierung stellte am 23. März 1909 die Einrichtung als besonderes Kulturerbe von San Marino unter Schutz.
Durch die Bombardierung im Zweiten Weltkrieg wurde der Palazzo Valloni im historischen Stadtkern am 26. Juni 1944 schwer beschädigt. Im Zuge der Restaurierung erfolgte eine umfassende Reorganisation der Bibliothek. Im Jahre 1954 wurde unter der Leitung von  Pietro Zama di Faenza ein Großteil der beschädigten Bücher restauriert und der Bibliothek wieder zugeführt. In der zweiten Hälfte des 20. Jahrhunderts, insbesondere in den 1960er Jahren, wurden durch Spenden neue Regale, Schränke und Vitrinen beschafft und der Literaturbestand erheblich erweitert.
Seit 1933 ist die Staatsbibliothek eine Nationalbibliothek. Nachdem San Marino Mitglied der CENL (Konferenz der Europäischen Nationalbibliothekare) wurde, ist sie heute auch als European Library bekannt. Seit Dezember 2008 ist die Nationalbibliothek von San Marino ein aktiver Teil des Bibliothekenverbundes der Emilia-Romagna.

## Einrichtungen
Die Bibliothek verfügt über rund 120.000 Bände und zahlreiche Zeitschriftenabonnements, darunter 17 Zeitungen aus Italien und San Marino. In den offenen Regalen befinden sich auch literarisch-humanistische, wissenschaftliche und rechtliche Literatur sowie Bücher der zeitgenössischen Belletristik und Sachbücher und zahlreiche Reiseführer, Lexika und Wörterbücher.  Bemerkenswert sind besonders die rund 800 wertvollen historischen Dokumente und seltenen Inkunabeln aus dem 16. und 17. Jahrhundert.

### Forschungsbereiche
- Bibliografie San Marinos
- Historische Zeitungen
- Dokumentationszentrum
- Fond Ancients
- Fond Pietro Franciosi
- Bilder der lokalen Geschichte

### Dienstleistungen
- Bibliografische Beratung vor Ort
- Fernleihe
- Gestaltung kultureller Veranstaltungen
- Aktivitäten zur Erhaltung und Restaurierung von Papiermaterial und Wiederherstellung im Labor des Instituts
- Organisation von Konferenzen und Ausstellungen
- Entwicklung von Forschungen im Auftrag der Behörden und Institutionen
- Internet-Ausgaben und Katalogisierung